# Steve Van Bael
Steve Van Bael, né le 22 mai 1978 à Aarschot (province du Brabant flamand), est un auteur de bande dessinée et encreur belge néerlandophone. Il use aussi du pseudonyme Spiritus.

## Biographie

### Jeunesse
Steve Van Bael naît le 22 mai 1978 à Aarschot.
Après avoir contribué à de nombreuses reprises au journal de l'école, il termine ses études secondaires en 1997. La même année, il est contacté par un dessinateur de bande dessinée pour réaliser une BD promotionnelle pour un festival de BD à Diest. Il rejoint la Vlaamse Onafhankelijke Stripgilde (Gilde flamande indépendante de bande dessinée), une organisation d'auteurs de bandes dessinées. Il suit des cours de dessin à Malines auprès de De Marck et Rik De Wulf. Il puise son inspiration dans des classiques flamands comme De Kiekeboes (Fanny et Cie) de Merho, Jommeke (Gil et Jo) de Jef Nys et des séries policières Gil Jourdan de Maurice Tillieux et Soda de Bruno Gazzotti et Philippe Tome.

### Studio Max
En 2002, Van Bael rejoint De Marck et Rik De Wulf au Studio Max !, où il travaille à l'encrage de la série de bande dessinée humoristique Stam et Pilou (1999) et De Planckaerts (2004-2005), aux côtés de son co-encreur Jos Vanspauwen. Stam et Pilou sont les mascottes d'un club de philatélie. Ce garçon et cette fille apparaissent souvent dans des gags où ils affrontent leur grand-père Fons, ancien facteur, mais qui passe désormais son temps à collectionner des timbres. La série est initialement publiée exclusivement dans le magazine officiel La Poste, mais elle connaît un tel succès qu'elle est publiée en albums. De Planckaerts est une bande dessinée basée sur la série de téléréalité éponyme, autour du cycliste belge Eddy Planckaert et de sa famille.

### Travaux d'assistance
Il assiste également Merho, auteur de la très populaire série humoristique Kiekeboe dont il devient l'assistant pendant plusieurs années car depuis 2003, Merho ne s'intéresse plus qu'aux scénarios ; les jeunes dessinateurs Thomas Du Caju et Steve Van Bael se chargent des autres parties de la création de 2006 à 2008. Après des années d'interruption, il redevient l'assistant de Merho en juillet 2019. Il est également assistant encreur sur la bande dessinée satirique de célébrités de Charel Cambré, Philippe et Mathilde du troisième au cinquième tome de 2018 à 2020 ainsi qu'une aventure de Spirou et Fantasio uniquement publiée en néerlandais sur un scénario de Marc Legendre intitulée De Wolfman (Le Loup-garou) aux éditions Dupuis en 2018 ainsi qu'un autre Rode Neuzen (Nez rouges), un album à colorier aux éditions Ballon Media la même année.

### Séries personnelles
En 2003, il lance sa propre série policière, Link qui est publiée dans les journaux Het Belang van Limburg et Gazet van Antwerpen et elle est collectée en deux albums aux éditions Dupuis et dont le premier est traduit en français sous le titre Le Cinquième Commandement. Il lance sa bande dessinée sur l'agent secret Figaro aux éditions Standaard en 2008. Cinq albums de cette série avec plusieurs références à James Bond sont publiés jusqu'en 2010. De nouveaux opus sont publiés par Saga depuis 2014.
Iris, une série créée en 2011 sur un scénario de Bill Asprey est peut-être la bande dessinée la plus appréciée des fans de Steve Van Bael. La voluptueuse journaliste a pour modèle une réelle jolie femme, mais l'auteur refuse jusqu'à présent de révéler son identité. La bande dessinée est publiée dans des magazines masculins comme Menzo, Clint, P-Magazine et Ché. Malgré sa popularité, la série est publiée sous forme d'un one shot qu'en 2016 aux éditions Mediageuzen.
En 2016, Van Bael et le scénariste Leon sont revenus à la satire avec une bande dessinée célèbre sur l'homme d'affaires flamand et président des équipes de football belges KV Ostende et Royal Sporting Club Anderlecht, Marc Coucke. Une nouvelle bande dessinée de célébrités de Van Bael voit le jour en 2018, lorsqu'il a créé une série de bandes dessinées sur le mystérieux groupe de danse belge Baba Yega, qui a remporté l'émission de télévision Belgium's Got Talent [« Les Belges ont du talent »]. En 2019, avec le scénariste Peter Van Gucht, ils réalisent une adaptation en bande dessinée de la série télévisée pour enfants De Nachtwacht [« La Ronde de Nuit »] diffusée sur Ketnet (14 tomes, Standaard en 2023).
En outre, il est un des artistes à contribuer à l'artbook Building Bridges in Europe [« Construire des ponts en Europe »] publié par the European Association of National Builders’ Merchants Associations and Manufacturers (UFEMAT) en 2012, où il réalise une planche sur le pont de Temse.

### Vie privée
Steve Van Bael vit à Tielt-Winge.

## Œuvres

### Albums de bande dessinée en français

#### Le Cinquième Commandement
- 1. Le Labyrinthe, Dupuis, coll. « Mezzanine »,  avril 2005
Scénario, dessin et couleurs : Steve Van Bael -  (ISBN 9063346662)

## Prix et distinctions
- 2018 :  prix Rijzende ster ereprijs [« étoile montante »] Guido Demey, Festival de bande dessinée de Knokke-Heist (nl) à Knokke-Heist[12].

#### Livres
: document utilisé comme source pour la rédaction de cet article.
- Philippe Mellot, Michel Denni, Laurent Turpin et Isabelle Morzadec, Trésors de la bande dessinée : BDM 2023-2024 - Catalogue encyclopédique et Argus, Paris, Les Arènes, novembre 2022, 23e éd., 1677 p., ill. ; 23 cm (ISBN 9791037507280, OCLC 1351462460, présentation en ligne), p. 298. .